# Río Riofrío
El Riofrío es un curso de agua del interior de la península ibérica, afluente del río Cuerpo de Hombre en su margen derecha. Discurre íntegramente por la provincia española de Salamanca, aunque durante gran parte del recorrido roza la de Ávila por el término municipal de San Bartolomé de Béjar, en Castilla y León.

## Curso
Nace en plena Sierra de Béjar-Sierra de Candelario, en la zona denominada el Pico del Águila a unos 2050 m s. n. m., junto a la estación de esquí de La Covatilla, la cual cruza por su parte inferior, dentro del término municipal de Béjar. En los sucesivos kilómetros el descenso es acusado, bajando rápidamente la montaña a través de los términos municipales de La Hoya y Navacarros, hasta situarse diez kilómetros después en el pie de monte a una altitud de unos 1200 m s. n. m., cuando rápidamente cruza la localidad de Navacarros y entra en el término de Vallejera de Riofrío, municipio al que da nombre y por el que pasa a unos metros del pueblo. Aguas abajo, cruza la pedanía de Palomares de Béjar y tras el paso por el denominado "Cañón del Río Riofrío", llega a Béjar y cruza la ciudad por el norte. Desemboca en el río Cuerpo de Hombre, junto a la carretera de Ciudad Rodrigo y el comienzo de la Ruta de las Fábricas Textiles, unos 20 kilómetros después de su nacimiento.
Aparece descrito en el decimotercer volumen del Diccionario geográfico-estadístico-histórico de España y sus posesiones de Ultramar de Pascual Madoz de la siguiente manera:

RIOFRIO: riach. que tiene su origen en la prov. de Salamanca, part. jud. de Bejar, en las faldas N. de la sierra de este nombre en el sitio que llaman Val-de-SanchO, al S. del l. de Navacarros á 1 leg. de dist. de él. Es poco abundante de aguas y aunque disminuye su caudal, es perenne y constante su corriente en medio de los calores del estio. Baña primeramente á Navacarros cuyas casas deja á la der. y algunas izq. y pasando á corta dist. del l. de Polomar que queda a la izq. se reúne con el r. llamado Cuerpo de Hombre al N. de Bejar. Riega y fertiliza varios terr. de los pueblos mencionados y de Villareja. Cria algunas truchas yendo en mas abundancia al aproximarse el r. de Bejar. No tiene mas puntos de paso que el puente de Navacarros, construido en 1805; otro en el camino de Bejar á Vallejera y el último cerca de su confluencia con el r. Cuerpo de Hombre en el camino de Valdesangil.
(Madoz, 1849, p. 484)

## Afluentes
Sus afluentes son cortos y montañosos, caudalosos en invierno y prácticamente secos en verano, destacando por su margen derecha los arroyos de Cascón (Navacarros), el de La Hoya, el regato de Cabeza Gorda y el regato Fresnedas, uno de los más importantes, que cruza el municipio de Vallejera de Riofrío y casi en su desembocadura, cerca del barrio de la Glorieta de Béjar, el Arroyo de Valdesangil. Por su margen izquierda los afluentes más importantes son el de Carrabías, el de Palomares y el arroyo Colorino.

## Caudal
Es un río que pese a su longitud y la sequía estival, siempre tiene caudal debido a su localización puesto que es una zona lluviosa y durante el invierno en gran parte de su cauce la nieve es perpetua y en su nacimiento es habitual desde los meses de noviembre a junio. No es raro encontrar el río en su curso alto tapado por fácilmente un metro de nieve. Así, durante el verano, la ausencia de precipitaciones no condiciona tanto su caudal y nunca se seca debido al deshielo y manantiales naturales en los prados montañosos superiores a los 1800 m de altitud.